# مدرسة طب هل يورك
مدرسة طب هل يورك (بالإنجليزية: Hull York Medical School)‏ وتسمى اختصارًا HYMS هي إحدى المدارس لتعليم الطب في إنجلترا. مركز هذه المدرسة الطبية هو جامعة هل وجامعة يورك. افتتحت هذه المدرسة في إطار خطة حكومة حزب العمال لتدريب أعداد أكبر من الأطباء (وهي الخطة التي أنشئت بموجبها مدارس طب برايتون وسوسيكس وبينينسيولا وشرق أنغليا، والتحقت بها أول دفعة من طلبة الطب سنة 2003.
مدة الدراسة في مدرسة طب هل يورك هي خمس سنوات، يحصل الطالب بعدها على درجة البكالوريوس في الطب والجراحة، كما تمنح المدرسة درجة بكالوريوس العلوم في تخصصات كالتشريح وعلم الأحياء والأخلاقيات الطبية لطلبة المرحلة التمهيدية.

## وصلات خارجية
- الموقع الرسمي لمدرسة طب هل يورك (بالإنجليزية)